# Denise Duval revisitée, ou la « Voix » retrouvée

Denise Duval revisitée, ou la « Voix » retrouvée est un téléfilm français écrit, produit et réalisé en 1998 par Dominique Delouche et diffusé la même année par Muzzik.

## Synopsis
Denise Duval, muse de Francis Poulenc et créatrice en 1958 du rôle de l'amoureuse bafouée de « La Voix humaine », avait accepté en 1970, à la demande de Dominique Delouche, de sortir de sa retraite  pour rejouer son plus grand rôle devant la caméra de ce dernier. En 1998, près de trois décennies plus tard, elle reparaît à l'écran pour le même réalisateur. On la voit, cette fois, transmettre à Sophie Fournier, soprano de la génération montante, tous les secrets qui ont fait d'elle une amans dolorosa pour l'éternité.

## Fiche technique
- Titre : Denise Duval revisitée, ou la « Voix » retrouvée
- Réalisateur, scénariste et producteur : Dominique Delouche
- Directeur de la photographie : Matthieu Lombard
- Maquillage : Jean-Paul Thomas
- Montage : Vincent Vierron
- Sociétés de production et de distribution : Les Films du Prieuré, Muzzik (TV)
- Produit avec la participation du CNC et de la DMDTS, avec le soutien des Amis de Francis Poulenc
- Distribution en VHS (1999) : CNC-Images de la Culture
- Distribution en DVD : CNC-Images de la Culture (2002), Doriane Films (2009, en complément de La Voix humaine)
- Musique : « La Voix humaine », drame lyrique de Francis Poulenc, d'après le monologue homonyme en un acte de Jean Cocteau (1929)
- Tournage : trois jours à l'Opéra-comique (Salle Favart, Paris)
- Pays :  France
- Langue : français
- Format : Couleurs - Négatif et Positif : 16 mm - Son : Mono - Rapport : 4/3
- Durée : 72 minutes
- Copyright : Les Films du Prieuré 1999 - Doriane Films 2009
- Dates de sortie :
- France : octobre 2009 au studio de l'Opéra Bastille (avant-première)
- France : 1999 sur la chaîne (Muzzik)
- France : 5 octobre 2009 en DVD (en complément de « La Voix humaine »)
- France : 11 octobre 2015 au cinéma Mac Mahon à Paris (Hommage à Dominique Delouche)

## Distribution (dans leur propre rôle)
- Denise Duval, soprano, professeur
- Sophie Fournier, soprano
- Alexandre Tharaud, pianiste